# Thomas Keller (Wirtschaftsinformatiker)

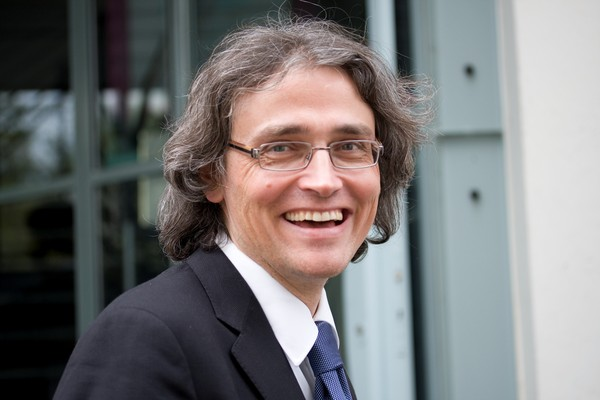
Thomas Keller (2009)

Thomas Keller (* 13. August 1967 in Winterthur) ist ein Schweizer Professor für Wirtschaftsinformatik an der Zürcher Hochschule für Angewandte Wissenschaften und Leiter des Zentrums für Wirtschaftsinformatik  im Departement School of Management and Law.

## Leben
Zwischen 1987 und 1993 studierte Keller an der ETH Zürich Elektrotechnik. Er beendete das Studium mit dem Titel Diplom-Elektroingenieur. Daraufhin entschloss er sich, noch ein zusätzliches Informatik-Studium zu belegen. Er schloss dies mit der Promotion an der Universität Zürich ab.
Keller ist verheiratet und Vater von zwei Kindern.

## Arbeit und Beruf
Nach dem Abschluss seiner Studienzeit absolvierte Keller zunächst ein einjähriges Trainee-Programm bei Asea Brown Boveri und arbeitete dann bei der ABB Verkehrssysteme AG in Zürich. Bei den Nachfolgefirmen Adtranz und Bombardier Transportation war er für verschiedene firmenweite Projekte verantwortlich.
Seit 2003 ist Thomas Keller als Dozent und seit 2007 als Professor an der Zürcher Hochschule für Angewandte Wissenschaften tätig. Dort hat er die Leitung des Zentrums für Wirtschaftsmathematik inne. Auch ist Keller damit für den Aufbau der Forschungs- und Entwicklungsabteilung zuständig.

## Publikationen
- Thomas Keller und Martin Dietrich: IT-Risikomanagement in Integrationsprojekten, in ICT-Riskmanagement und e-Security, 05-2009 (Seite 39ff.) Download (PDF-Datei; 1,8 MB)
- Kurt Rüegg und Thomas Keller: Projekt Alors-GIS: Zukunftsgerichtete Harmonisierung unter Stadtwerken in GWA, 06-2008 Download (PDF-Datei; 5,6 MB)
- Thomas Keller und Thomas Marko: Semantic Business Integration and its Enterpreneurial Impact Online-Beitrag